# Fürstentum Galizien-Wolhynien

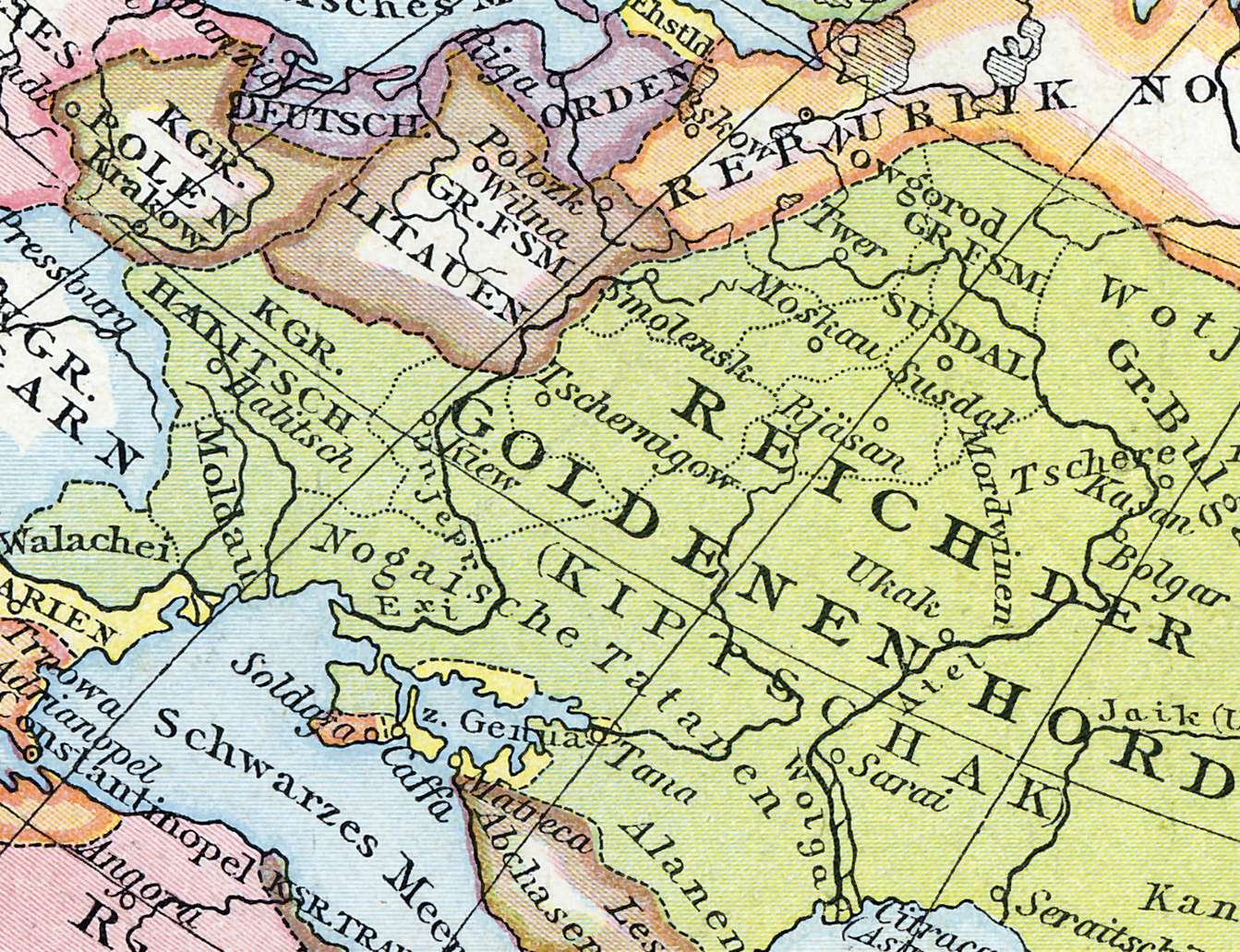
Das Fürstentum Galizien-Wolhynien (auf der Karte „Kgr. Halitsch“) als Vasallenstaat der Goldenen Horde ab 1245

Das Fürstentum Galizien-Wolhynien (altostslawisch Галицко-Волынскоє кънѧжьство, ukrainisch Галицько-Волинське князівство, russisch Галицко-Волынское княжество, lateinisch Regnum Galiciæ et Lodomeriæ), später auch Russisches (Ruthenisches) Königreich (Regnum Russiæ) war ein Nachfolgefürstentum der Kiewer Rus, das in seiner größten territorialen Ausdehnung die heutigen historischen Landschaften Galizien, Wolhynien, Podlachien, Polesien und Podolien umfasste. Im weitesten Sinne wurde das Territorium des Fürstentums auch Rotreußen (Rotrussland, Rotruthenien) genannt. Es war das westlichste und eines der mächtigsten Fürstentümer der Rus zwischen dem späten 12. Jahrhundert und dem frühen 14. Jahrhundert. Benannt wurde das Fürstentum nach seinen Hauptfesten, den heutigen Städten Halytsch (Galitsch) und Wolodymyr (Wladimir, Lodomeria) bzw. dem Gebiet Wolhynien. Nach dem Aussterben der lokalen Rurikiden-Herrscher wurde das Fürstentum unter Polen und Litauen aufgeteilt.

## Geschichte

### Vorgeschichte

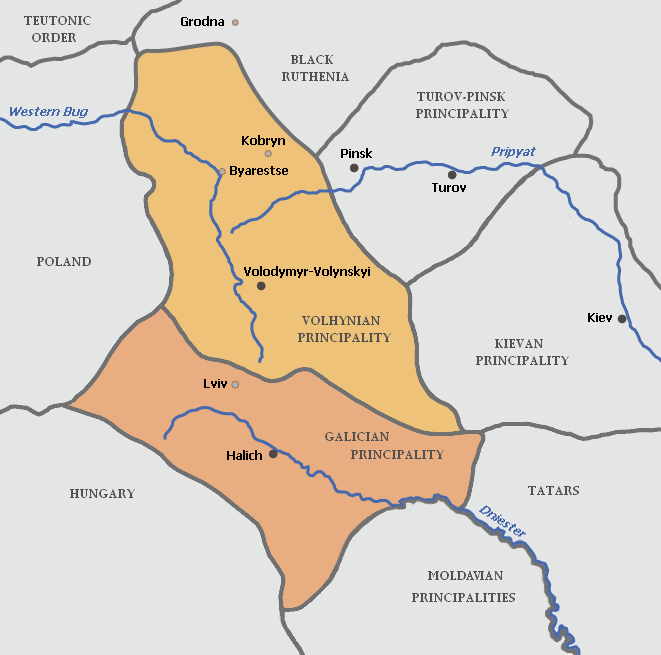
Fürstentümer Halitsch und Wladimir 1124–1199

Ende des 10. Jahrhunderts wurde das Tscherwener Burgenland Teil der Kiewer Rus, als Fürst Wladimir I. 981 gegen Polen zog und diese Region seinem Reich anschloss.
987 gründete er das Fürstentum Wolhynien mit der Burg Wolodymyr. In den folgenden Jahren spalteten sich verschiedene kleinere Fürstentümer ab (Swenigorod, Peremyschl, Terebowlja, Luzk). 1124 wurde das Fürstentum Galizien gebildet.
Im 12. Jahrhundert waren Gebiete um Kiew Angriffen nomadischer Steppenvölker, wie den Polowzern ausgesetzt. In der Folge migrierten Teile der Bevölkerung in den Nordosten des Reiches (Wladimir-Susdal) und in den Nordwesten (Halytsch, Wolodymyr), wodurch der wirtschaftliche und politische Aufstieg dieser Gebiete gefördert wurde.

### Fürstentum Galizien-Wolhynien
Das Fürstentum Galizien-Wolhynien wurde 1199 durch den Rurikiden-Fürsten Roman gegründet durch den Zusammenschluss der Fürstentümer Fürstentum Galizien und Wolhynien. Im Folgenden entwickelte es sich zu einem der mächtigsten Nachfolger der Kiewer Rus.
Es erlitt jedoch durch den Mongoleneinfall 1240 starke Verwüstungen und war gezwungen das Supremat der Goldenen Horde 1245 anzuerkennen.
Im Verlauf des 14. Jahrhunderts wurde das Fürstentum zum Streitobjekt seiner Nachbarn inklusive Ungarns.
Im Jahre 1323 starb die herrschende Rurikiden-Dynastie des Fürstentum Galizien-Wolhynien in männlicher Linie aus. Der Neffe des letzten Fürsten, Juri II., Bolesław von Masowien, wurde Herrscher über das Fürstentum Galizien-Wolhynien. Er war verwandtschaftlich sowohl mit der polnischen, als auch mit der litauischen Herrscherfamilie verbunden. Als Juri-Bolesław allerdings im Jahre 1340 wegen angeblicher Bevorzugung der Katholiken von seinen Bojaren vergiftet wurde, brach ein Kampf zwischen den aufstrebenden osteuropäischen Großmächten Polen und Litauen um die Erbmasse des Fürstentums Galizien-Wolhynien aus.
Nach längeren Kriegen mit wechselseitigen Gewinnen und Verlusten fiel der größere Teil des Fürstentums mit Galizien sowie dem westlichen Wolhynien an das Königreich Polen, während das östliche Wolhynien, Podolien, Podlachien und Polesien langfristig dem Großfürstentum Litauen einverleibt wurden. Der seit dem Beginn des 13. Jahrhunderts durch sein Eingreifen geltend gemachte ungarische Anspruch wurde in der dortigen Königstitulatur weitergeführt, der Name „Galizien und Lodomerien“ mit dem viel später das Haus Habsburg-Lothringen in seiner Eigenschaft als Könige von Ungarn ihr polnisches Teilungsgebiet bezeichnete, ist davon abgeleitet.
Durch die Union von Lublin 1569 wurde das gesamte Gebiet des ehemaligen Fürstentums Fürstentum Galizien-Wolhynien mit der „Krone des Königreichs Polen“ verbunden, es war jedoch in den ursprünglichen Grenzen als politische Einheit nicht mehr existent. Das Gebiet wurde dabei verwaltungstechnisch in fünf Wojewodschaften eingeteilt, die bis zu den Teilungen Polens in den Jahren 1772 bis 1795 zu Polen-Litauen gehörten.
Ab 1772/1795 folgte auf die polnische Herrschaft diejenige des österreichischen und russischen Kaiserreichs.

## Fürsten und Könige von Galizien-Wolhynien
In der Liste werden nur die Herrscher namentlich erwähnt, die das Fürstentum vollständig beherrschten oder zumindest im Besitz eines der Fürstentümer waren, aber in ihrer Titulatur Anspruch auf das gesamte Reich erhoben.

### Rurikiden
| Name     | von  | bis  | Anmerkungen                      |
| -------- | ---- | ---- | -------------------------------- |
| Roman I. | 1199 | 1205 | Fürst von Wolhynien und Galizien |

### Arpaden

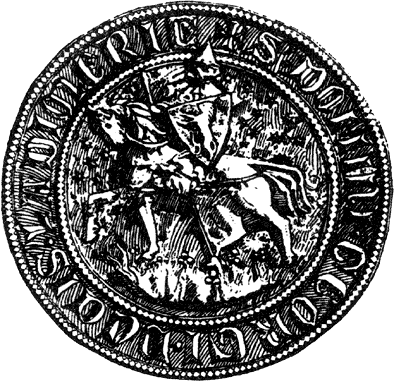
Siegel von Juri I. von Galizien

| Name                 | von  | bis  | Anmerkungen |
| -------------------- | ---- | ---- | --- |
| Koloman von Galizien | 1215 | 1221 | nur in Galizien als „König“ von Galiciæ et Lodomeriæ, Sohn von Andreas von Ungarn, 1216 gestürzt, 1219 erneut eingesetzt, 1221 abgedankt |
| Andreas von Galizien | 1228 | 1234 | nur in Galizien als „König“ von Galiciæ et Lodomeriæ, Sohn von Andreas von Ungarn                                                        |

### Rurikiden
| Name                             | von  | bis  | Anmerkungen |
| -------------------------------- | ---- | ---- | --- |
| Daniel Romanowitsch von Galizien | 1238 | 1264 | ab 1229 Fürst von Wolhynien, ab 1238 in Galizien, ab 1253 Rex Rusiae („König der Rus“)                                                           |
| Leo I. von Galizien              | 1264 | 1301 | ab 1264 Fürst in Galizien, ab 1269 Rex Rusiae („König der Rus“), ab 1293 Fürst von Wolhynien                                                     |
| Juri I.                          | 1301 | 1308 | ab 1301 König von Galizien-Wolhynien |
| Lew II.                          | 1308 | 1323 | ab 1308 zusammen mit seinem Bruder Andreas als Könige von Galizien-Wolhynien. Beide 1323 in einer Schlacht gegen Litauen in Podlachien gefallen. |

### Piasten
| Name                             | von  | bis  |
| -------------------------------- | ---- | ---- |
| Jurij II., Boleslaw von Masowien | 1323 | 1340 |
| Kasimir von Polen                | 1340 | 1370 |
| Wladislaus II. von Oppeln        | 1372 | 1378 |

### Ungarischer Zweig derAnjou
| Name             | von  | bis  |
| ---------------- | ---- | ---- |
| Ludwig I.        | 1370 | 1382 |
| Maria von Anjou  | 1382 | 1387 |
| Hedwig von Anjou | 1387 | 1399 |